# Protesty w Chile (2019)
Protesty w Chile – seria antyrządowych protestów w Chile trwających od października 2019 roku, których początkową przyczyną był sprzeciw wobec podwyżki cen biletów metra.

## Geneza
Główną przyczyną protestów była rozwarstwienie społeczeństwa spowodowane przez liberalne reformy. Nierówności społeczne w Chile są największe spośród krajów regionu. W 2017 roku najbiedniejsze 50% społeczeństwa posiadało jedynie 2.1% majątku kraju, podczas gdy najbogatsze 10% 66.5%. Dla wielu mieszkańców Chile dostęp do podstawowych dóbr wymaga zaciągania kredytów, zarobki większości społeczeństwa są niskie, 50% pracowników zarabia mniej niż 500$ miesięcznie. Protesty miały miejsce w poprzednich latach, ale na mniejszą skalę. Oprócz nierówności ekonomicznych ważnymi powodami protestu była dyskryminacja kobiet, osób LGBT i ludności rdzennej a także afery korupcyjne z udziałem przedstawicieli władz.
Bezpośrednią przyczyną protestów stał się sprzeciw wobec stosunkowo niewielkiej podwyżki cen biletów metra, która została ogłoszona 4 października. Trzy dni później grupa studentów przeskoczyła barierki metra unikając płacenia opłaty za bilet, w kolejnych dniach coraz więcej osób unikało płacenia za bilety metra. Protesty szybko przybrały na sile i rozszerzyły się na większość miast kraju, jednak po miesiącu ich liczebność spadła, a zajścia przybrały formę aktów wandalizmu i kradzieży po zmroku, co doprowadziło do częściowego paraliżu stołecznego Santiago de Chile.

## Przebieg protestów
18 października prezydent Sebastián Piñera ogłosił wprowadzenie stanu wyjątkowego na obszarze metropolitarnym Santiago. W kolejnych dniach wprowadzono stan wyjątkowy w innych prowincjach kraju. W ramach stanu wyjątkowego obowiązywała godzina policyjna a policja i wojsko uzyskały specjalne uprawnienia. Nie powstrzymało to protestów. 25 października doszło do największej demonstracji w Santiago, wzięło w niej udział 1.2 mln ludzi. 
W odpowiedzi na protesty prezydent Sebastián Piñera podwyższył płacę minimalną o ponad 10%, zapowiedział zwiększenie emerytur, zdymisjonował ośmiu ministrów i zapowiedział poprzeć główny postulat manifestantów, jakim było zaplanowanie referendum na temat zmiany konstytucji, które zaplanowano na kwiecień 2020 r. Celem zmian ma być likwidacja przyczyn kryzysu społecznego, rosnących nierówności społecznych i upośledzenia biedniejszej większości społeczeństwa w dostępie do edukacji i opieki zdrowotnej.

## Przemoc ze strony policji i wojska
Według raportów ONZ i Amnesty International podczas protestów doszło do łamania praw człowieka przez policję i wojsko. Aresztowano 28 000 osób w okresie od 18 października do 6 grudnia, wiele osób zostało aresztowanych bez uzasadnionego powodu. Na skutek działań policji 350 osób odniosło urazy oczu lub twarzy. Odnotowano 113 przypadków tortur i 24 przypadki przemocy seksualnej ze strony policji. W sumie obrażenia odniosło 5 000 osób, z czego 2 800 policjantów.
Według raportu Amnesty International policja świadomie łamała prawo w celu ranienia demonstrantów, by zniechęcić ich do protestów. Organizacja udokumentowała kilka zgonów demonstrantów na skutek użycia amunicji ostrej przez siły bezpieczeństwa w stosunku do demonstrantów.
W odpowiedzi na skargi obrońców praw człowieka policja w Chile ogłosiła rozpoczęcia 856 postępowań wewnętrznych w sprawie nadużyć.